# Pré-impressionnisme
 (mai 2023).
Si vous disposez d'ouvrages ou d'articles de référence ou si vous connaissez des sites web de qualité traitant du thème abordé ici, merci de compléter l'article en donnant les références utiles à sa vérifiabilité et en les liant à la section « Notes et références ».

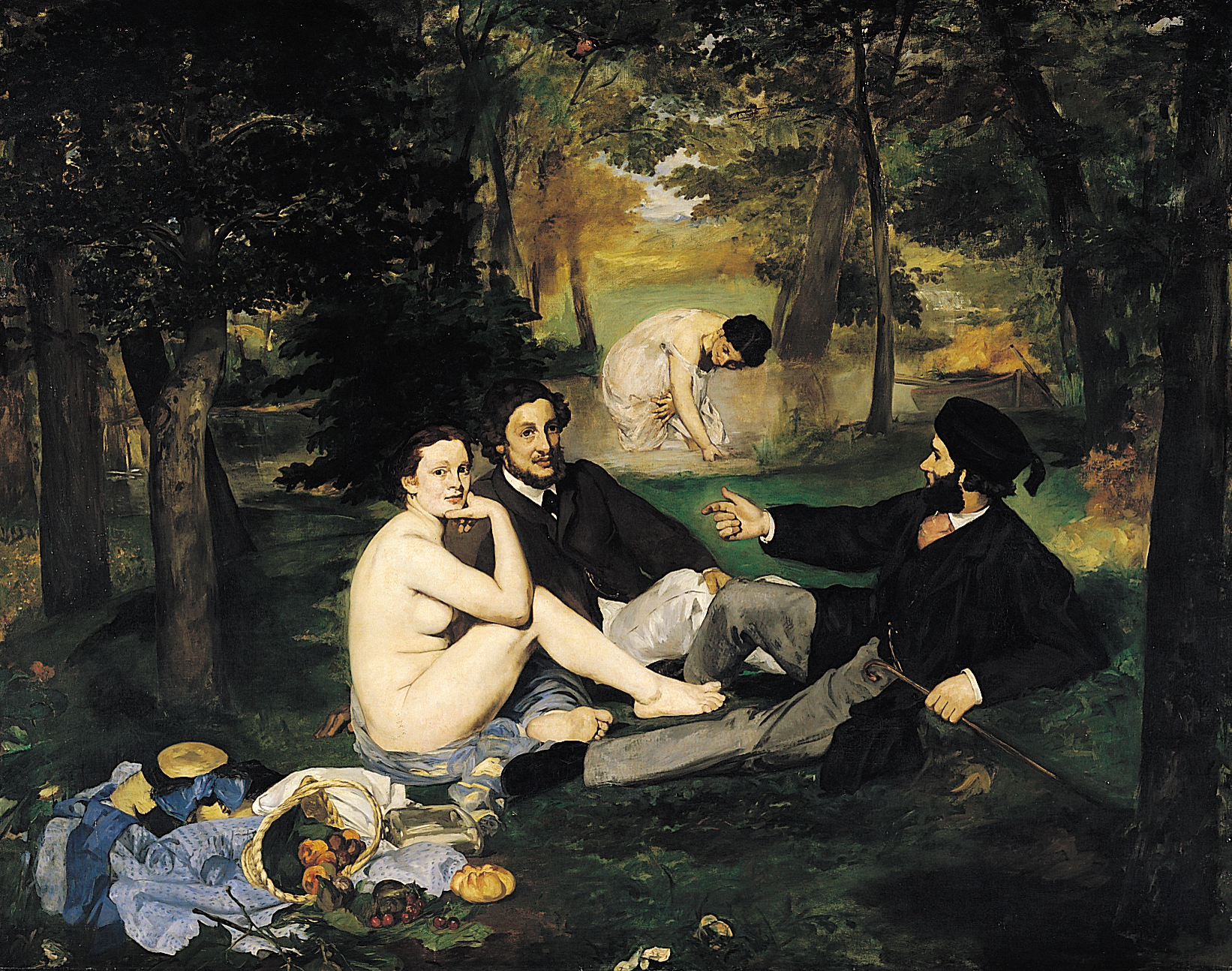
Edouard Manet, le déjeuner sur l'herbe, huile sur toile, 1863, musée d'Orsay, Paris.

Le pré-impressionnisme est un mouvement artistique qui désire s’émanciper des codes de l’art dit traditionnel. Ainsi, ce mouvement naît en France au XIXe siècle à partir de 1859 jusqu'en 1874, durant une période de crise au niveau de la peinture. Par la suite, ce mouvement donnera naissance à l'impressionnisme. L’impressionnisme n'est donc pas une révolution artistique, mais la continuité d'un style déjà existant. Le pré-impressionnisme se caractérise par la volonté de peindre la réalité en délaissant les règles traditionnelles de l’art officiel. Il désire rendre de la manière la plus juste, l’impression ressentie. L’élaboration de ce mouvement repose donc sur une nouvelle manière d’observer la réalité.

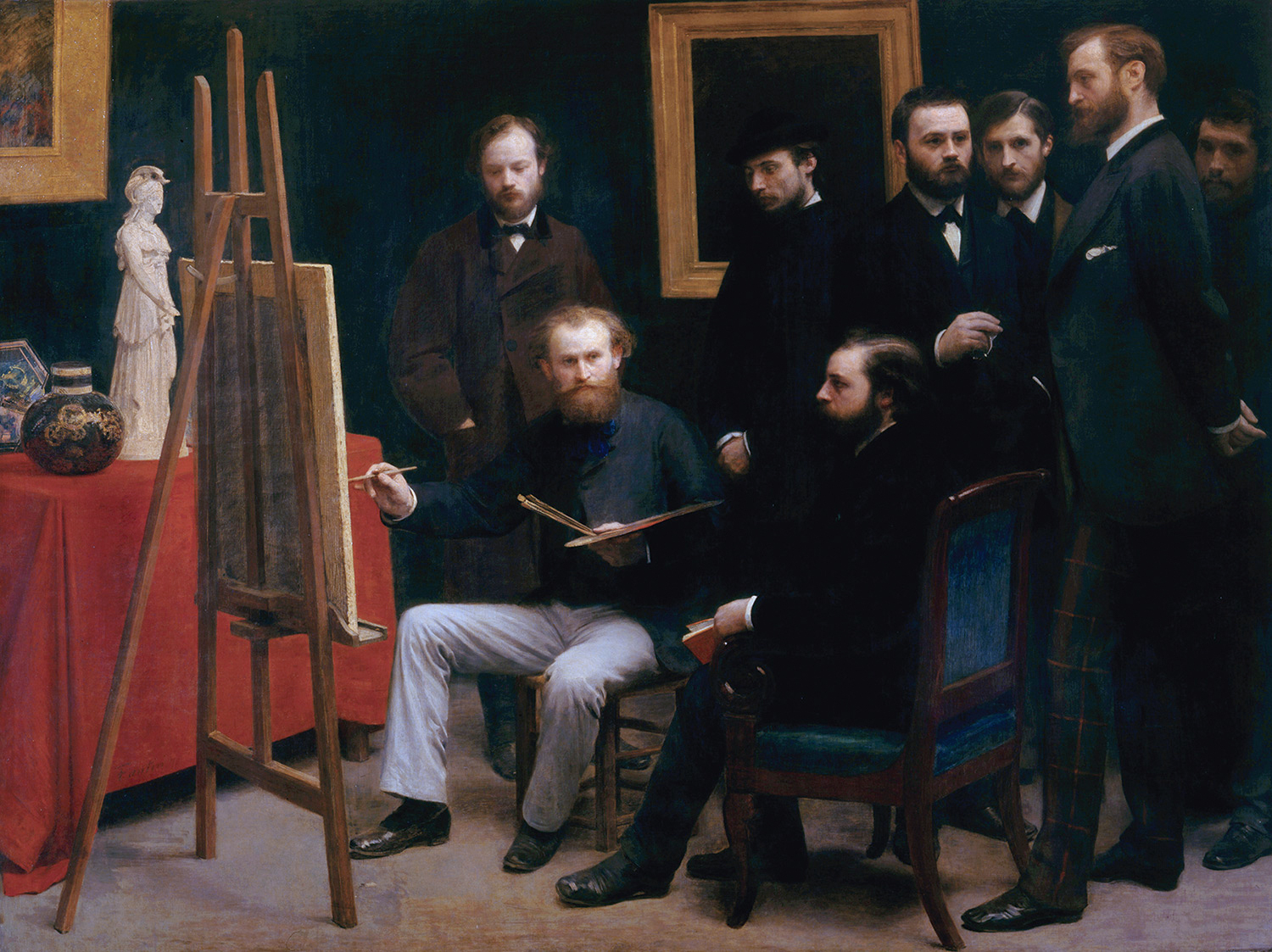
Henri Fantin-Latour, Un Atelier aux Batignolles, 1870, Paris, Musée d'Orsay. Manet, peignant au centre, est entouré entre autres de Bazille, Renoir et Monet.

## Historique
Le pré-impressionnisme naît de l’héritage du classicisme. Il se développe en plusieurs étapes vers la fin des années 1850 et le début des années 1860. De multiples lieux vont permettre aux artistes, aux conceptions et à la personnalité décalée, de se rencontrer et d’élaborer leur nouvelle manière de peindre. En 1859, se déroule un salon durant lequel de jeunes représentants mais également des artistes accomplis se réunissent pour la première fois à Paris. Ces peintres aux nouvelles idées s’appellent, selon le contexte et les années, « Indépendants », « Intransigeants », ou « Groupe des Batignolles ». Cette révolution artistique va débuter par Édouard Manet, qui cherche à casser les codes d’une peinture devenue désuète et obsolète. Cette nouvelle peinture sera l'aboutissement d'une série de réflexions : celle des peintres de l'École de Barbizon, et celle des peintres pré-impressionnistes des Rencontres de Saint-Simon à Honfleur. Cependant, dès le Salon de 1859, la jeune génération est confrontée à la sévérité du jury. Edouard Manet et James Abbott McNeill Whistler se heurtent au refus du jury et le Salon de 1863 confirme cette tendance. Environ trois mille peintures sont rejetées sur cinq mille présentées. Plusieurs artistes revendiquent alors le droit d’exposer les tableaux refusés par le jury même s'ils ne répondent pas aux codes artistiques de l’époque. Devant les protestations des jeunes artistes, Napoléon III publie un décret annonçant « l’exposition des ouvrages non admis » dans une autre partie du palais de l’Industrie. Ce Salon des oeuvres refusées marque le début d’une critique tant de la presse que du public. Le Bain de Manet, connu aujourd’hui sous le titre Le Déjeuner sur l’herbe, fait scandale. En effet, le public est profondément choqué par le réalisme des femmes nues.
Ainsi, l’enseignement artistique est basé sur un savoir transmis de génération en génération, au fil du temps. Au début des années 1860, Eugène Delacroix puis par la suite Gustave Courbet et plusieurs autres peintres de la côte Normande précurseurs de ce mouvement proposent une esthétique différente qui permet de lancer le pré-impressionnisme et par la suite l’impressionnisme. Ainsi, le pré-impressionnisme, s’est constitué à Paris à travers une académie, un atelier et un café, où ils concentrèrent les revendications, les suggestions et leurs aspirations. L’objectif de ces réunions étant de s’affranchir des principes dictés par l'Académie des beaux-arts. Ces précurseurs de l’impressionnisme basent cet affranchissement sur l'invention de la photographie, la découverte du Japon et les recherches du chimiste Michel-Eugène Chevreul. En parallèle, la guerre franco-prussienne et la Commune ont retardé la marche de l'histoire de l'art. C'est dans ce contexte que la peinture de la vie moderne s’est imposée.

Jean François Millet, 1857-1859, L'Angélus, peinture à l'huile, musée d'Orsay, Paris.

## Les artistes
Les grands artistes pré-impressionnistes sont de jeunes hommes avides de changement, ils  ont préparé l’évolution de la peinture en France. Leurs tableaux ont influencé de nombreux impressionnistes par la suite. Ci-dessous, la liste des précurseurs: 
- Jean-François Millet (1814-1875)
- Jean-Baptiste Camille Corot (1796-1875)
- Theodore Rousseau (1812-1867)
- Charles-François Daubigny (1817-1878)
- Claude Monet (1840-1926)
- Paul Cézanne (1839-1906)
- Edgar Degas (1834-1917)
- Jacob Abraham Camille Pissarro (1830-1903)
- Alfred Sisley (1839-1899)
- Johan Barthold Jongkind (1819-189)
- Narcisse Díaz de la Peña (1807-1876)
- Adolphe Monticelli (1824-1886)
- Berthe Morisot (1841-1895)
- Pierre-Auguste Renoir (1841-1919)

## Le style pré-impressionniste

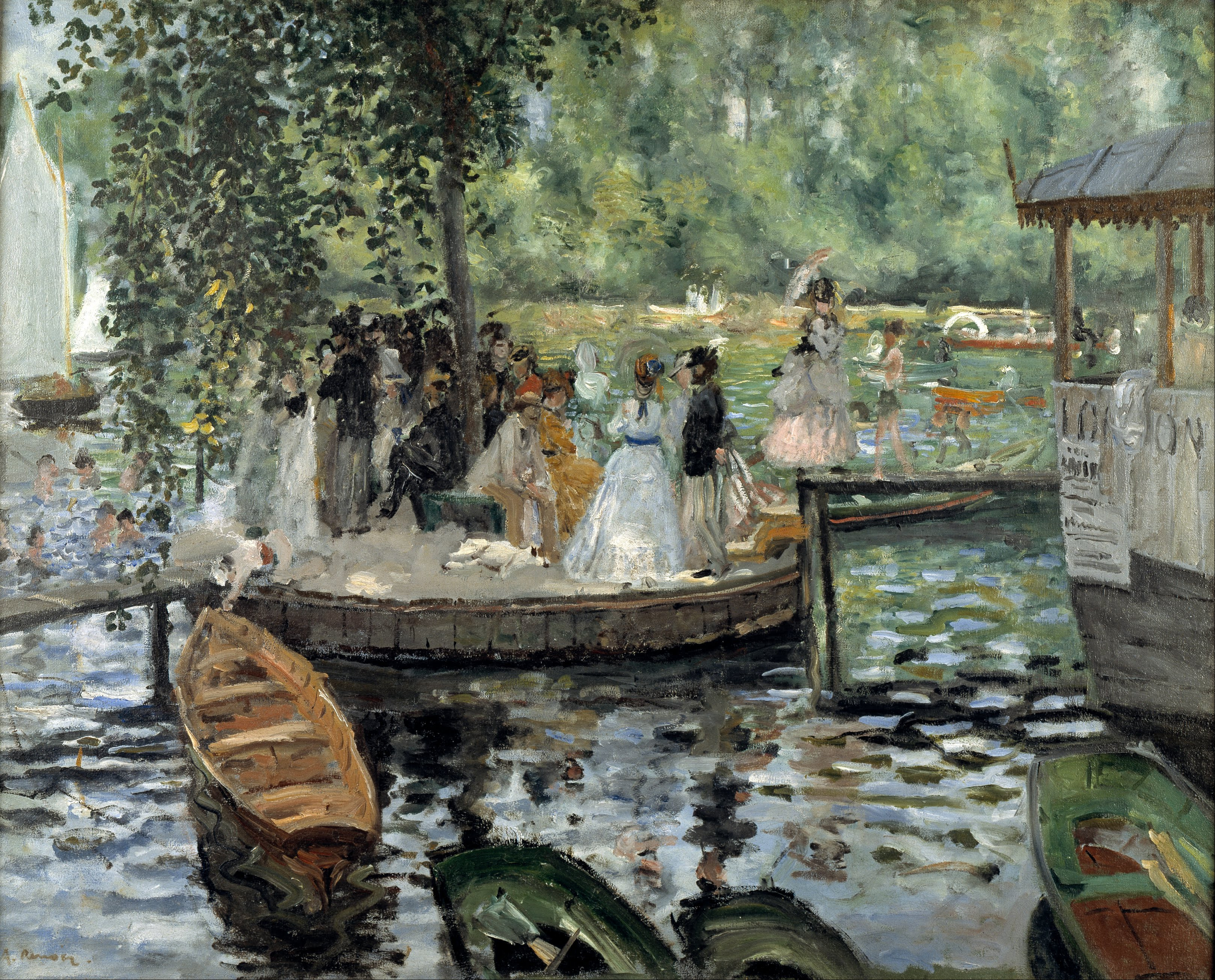
Auguste Renoir, La Grenouillère, 1869, Stockholm, Nationalmuseum.

### Technique
A travers leurs oeuvres, ces artistes cherchent une nouvelle vérité artistique. Cette progression sera lente afin de laisser mûrir la réflexion. Ces œuvres nous permettent de comprendre le regard original et nouveau que les peintres ont porté sur le monde qui les environnait, le but étant de créer un autre monde, ce qui amènera le public à transformer sa propre vision de la société.

### Peinture
Jusqu’alors, l’esthétique et la réalité de la représentation s’imposaient ; les pré-impressionnistes quant à eux, proposent une esthétique de la perception. En effet, auparavant, les normes de représentation étaient très pragmatiques et encadrées. Il s’agissait de peindre une scène ressentie comme belle avec la volonté de refléter fidèlement la réalité. Le beau et le vrai étaient donc les deux objectifs principaux de tous les artistes. En France, l’Académie Royale de peinture et de sculpture exprime ces exigences à la fin du 17e siècle, sous le règne de Louis XIV. Cette esthétique de la représentation dure jusqu’à la fin du XIXe siècle : elle est à peu près la seule admise. Cependant, les peintres pré-impressionnistes modifient la conception esthétique de l’œuvre d’art. Ainsi, on ne se focalise plus sur la réalité de sa représentation, mais sur la perception que l’on a de cette réalité.

### Photographie
La progression rapide de la photographie permet à la peinture d'évoluer, passant de la représentation à la perception. La technologie vient alors concurrencer la peinture pour reproduire ce qu'est capable de voir l’œil humain. En 1826, Nicéphore Niépce (1765-1833) parvient à réaliser une première photographie sur une plaque d’étain. Dans les années 1850, Nadar (1820-1910) utilise de manière commerciale le procédé pour réaliser des portraits. Même si ces réalisations restent imparfaites, elles se perfectionnent rapidement. Les peintres doivent donc trouver à la peinture d’autres objectifs que de reproduire sur une surface plane ce que capte la vision humaine puisque la photographie y parvient désormais.

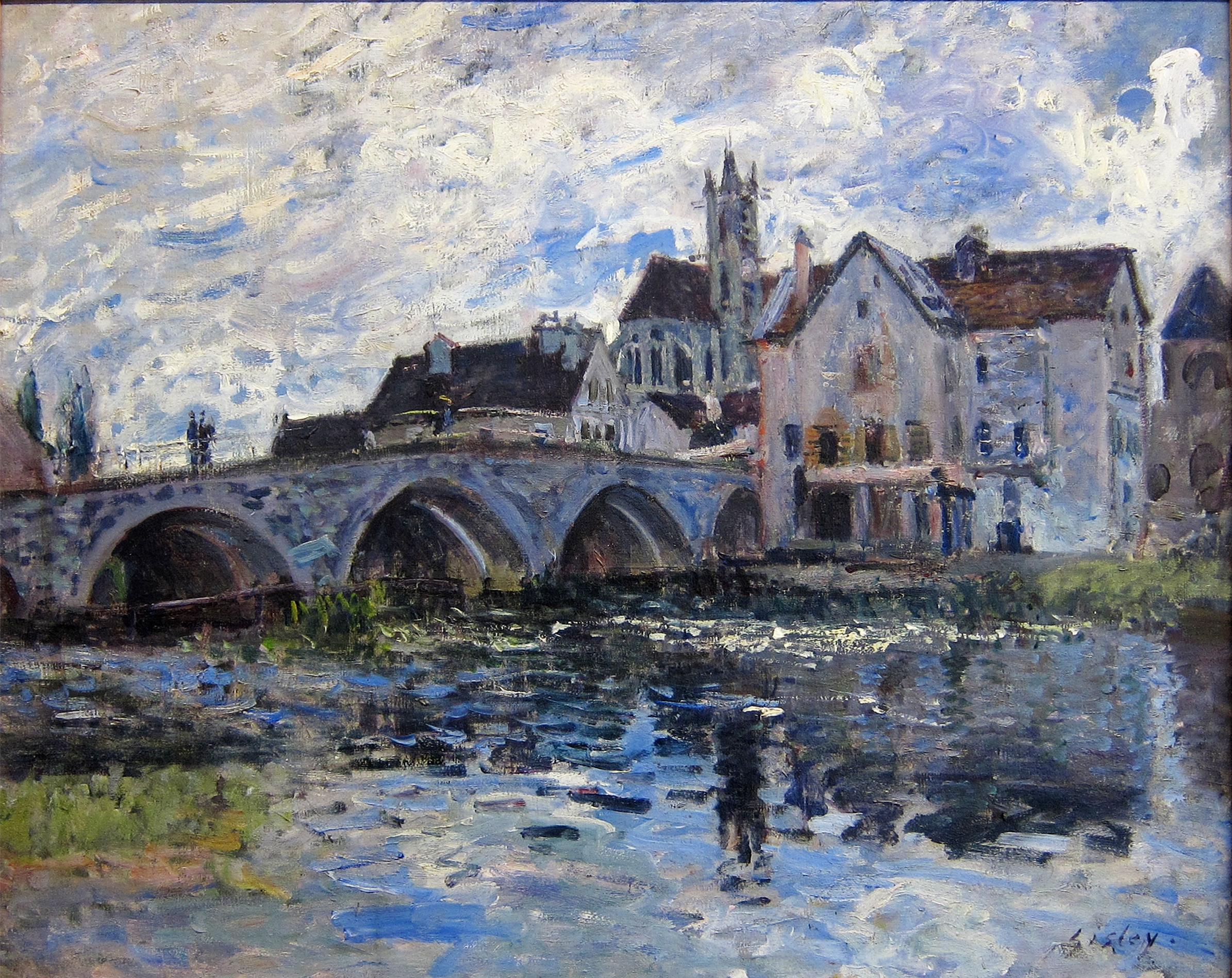
Alfred Sisley, Le Pont de Moret, effet d’orage (1887), Le Havre, musée d'art moderne André-Malraux.

## Thématiques
Les toiles pré-impressionnistes cherchent à capter l’atmosphère de Paris, mais aussi la vie populaire des quartiers, comme Montmartre (Bal du moulin de la Galette d'Auguste Renoir). De multiples villes autour de Paris tirent, encore aujourd’hui leur notoriété du passage des pré-impressionnistes.

## Influence du mouvement
Le village de Barbizon est considéré comme le village des peintres pré-impressionnistes, il est connu du monde entier grâce aux peintres, puis aux écrivains et musiciens qui en firent sa renommée. Ainsi, la peinture de Barbizon fut une des sources d'inspiration des peintres impressionnistes. De par son emplacement, Barbizon était un lieu propice à l'art, il créait chez les artistes une forme de liberté leur permettant de laisser libre cours à leur imagination. La forêt, proche du hameau était également source d'inspiration pour les artistes.